# Deel

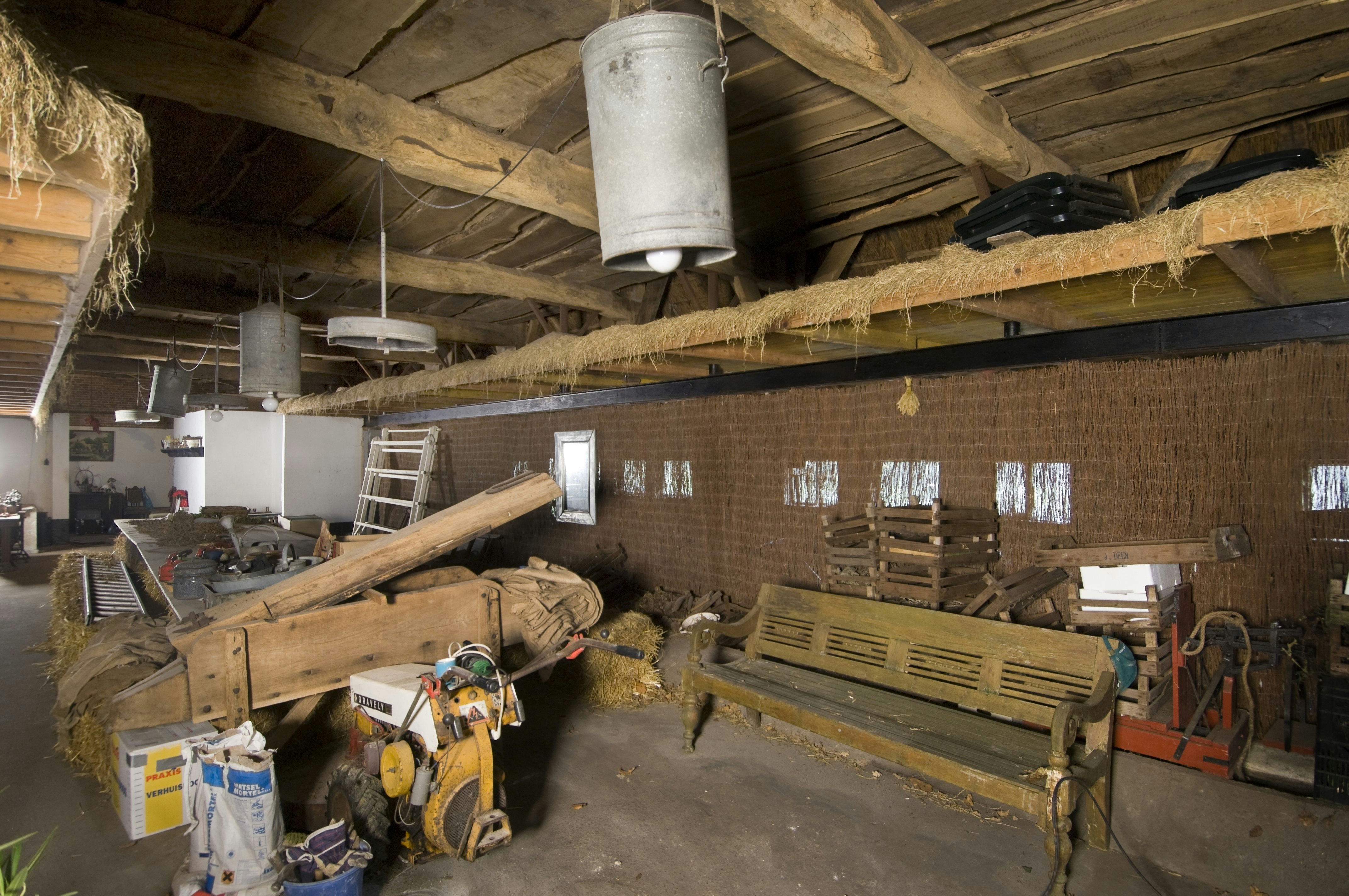
Het gebruik van een deel op een boerderij in Schoonebeek

Een deel is de werkruimte in de stal of schuur van een boerderij.
Via de deeldeuren konden de wagens naar binnen worden gereden om gelost of geladen te worden. De deel werd ook gebruikt om het graan te dorsen. Het gedeelte waar dit gebeurt heet de dorsvloer. Ook was de deel soms een breed gangpad te midden van de stallen van het vee. De deel was vaak geheel of gedeeltelijk voorzien van een hooizolder.
Men kende de langsdeel, waarbij de toegangsdeuren in de achtergevel waren aangebracht, en de dwarsdeel, waarbij de toegangsdeuren zich in de zijgevel bevonden. 

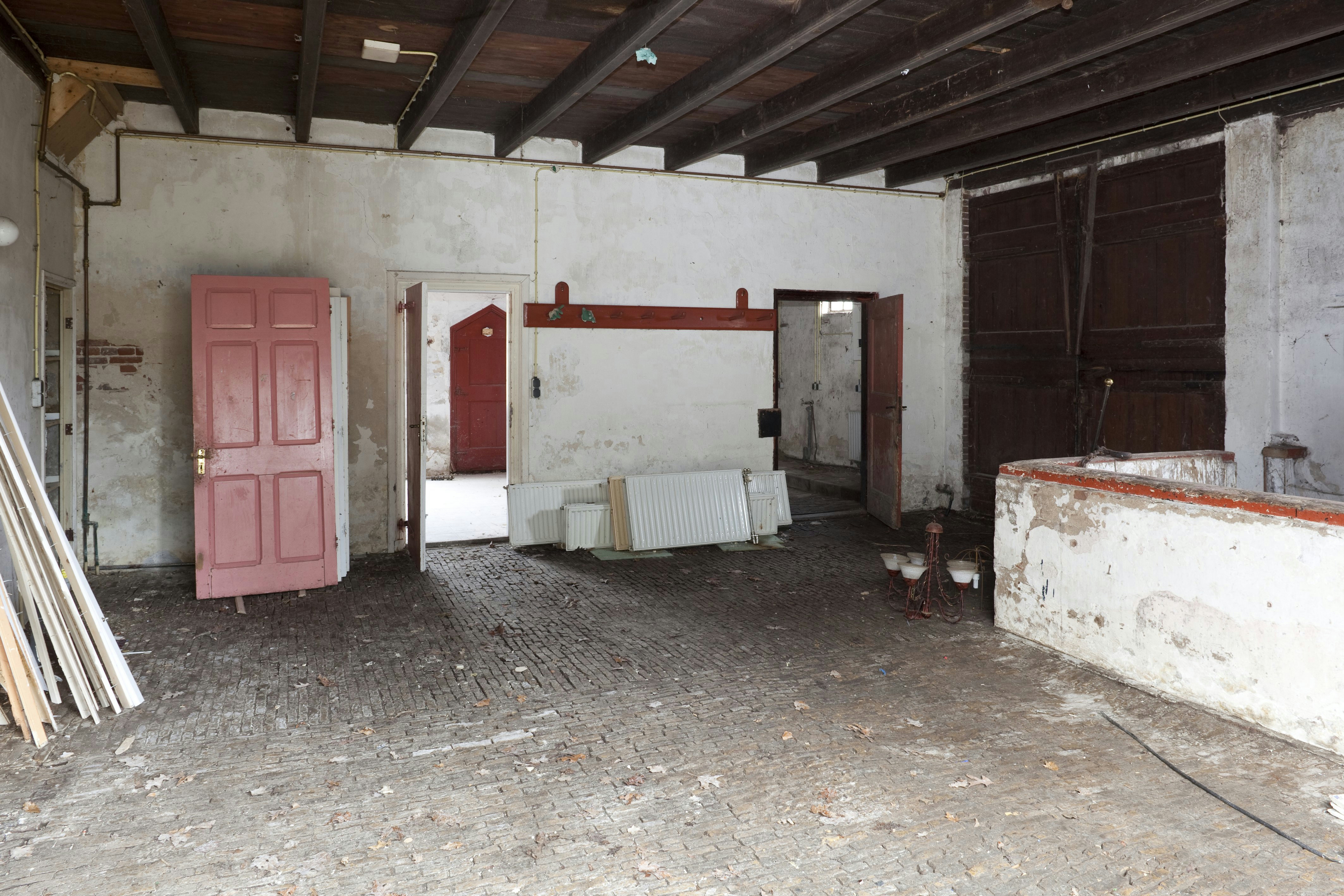
Interieur van een deel in Nijkerk, Landgoed Appel
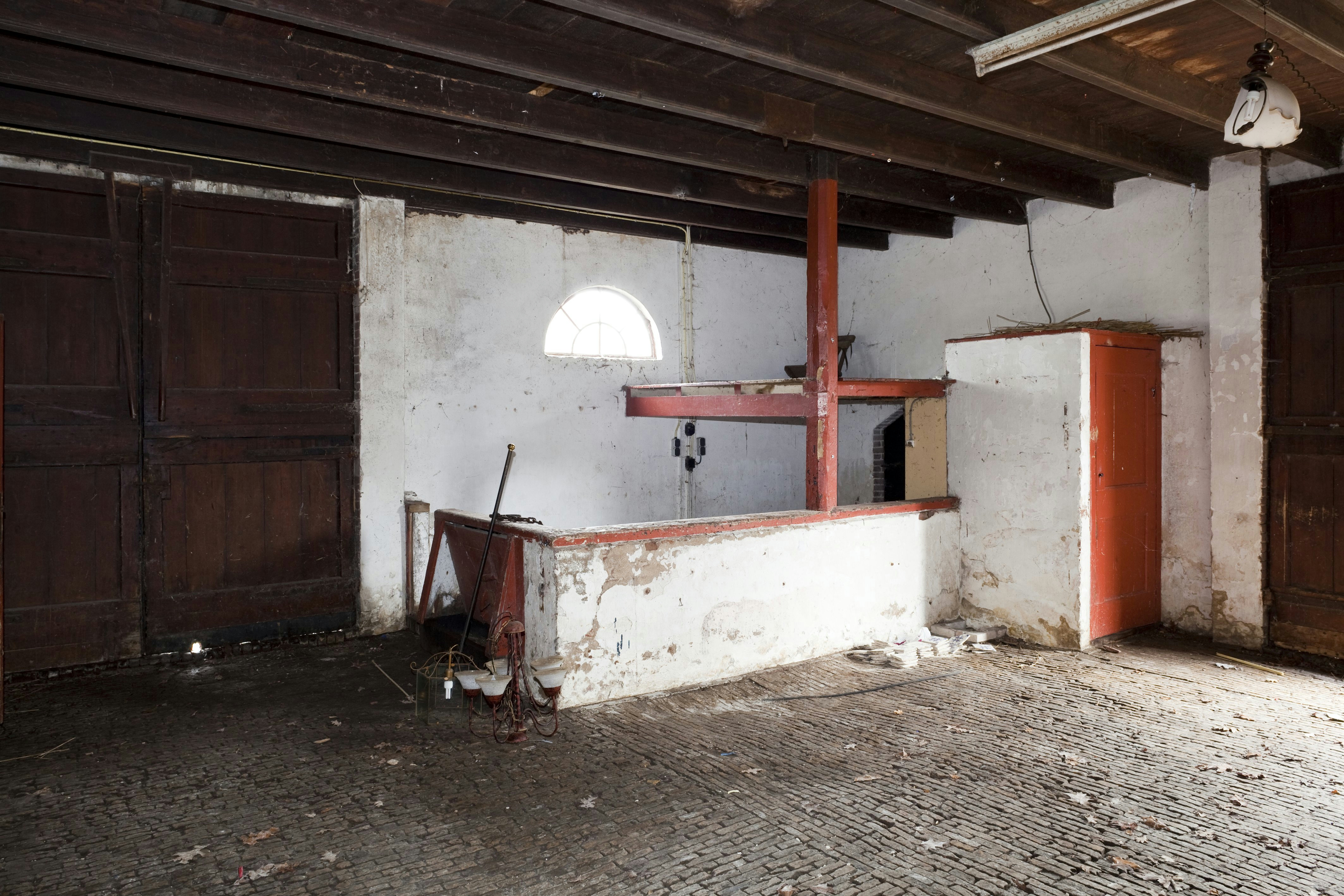
Interieur met hoge inrijdeuren, Nijkerk
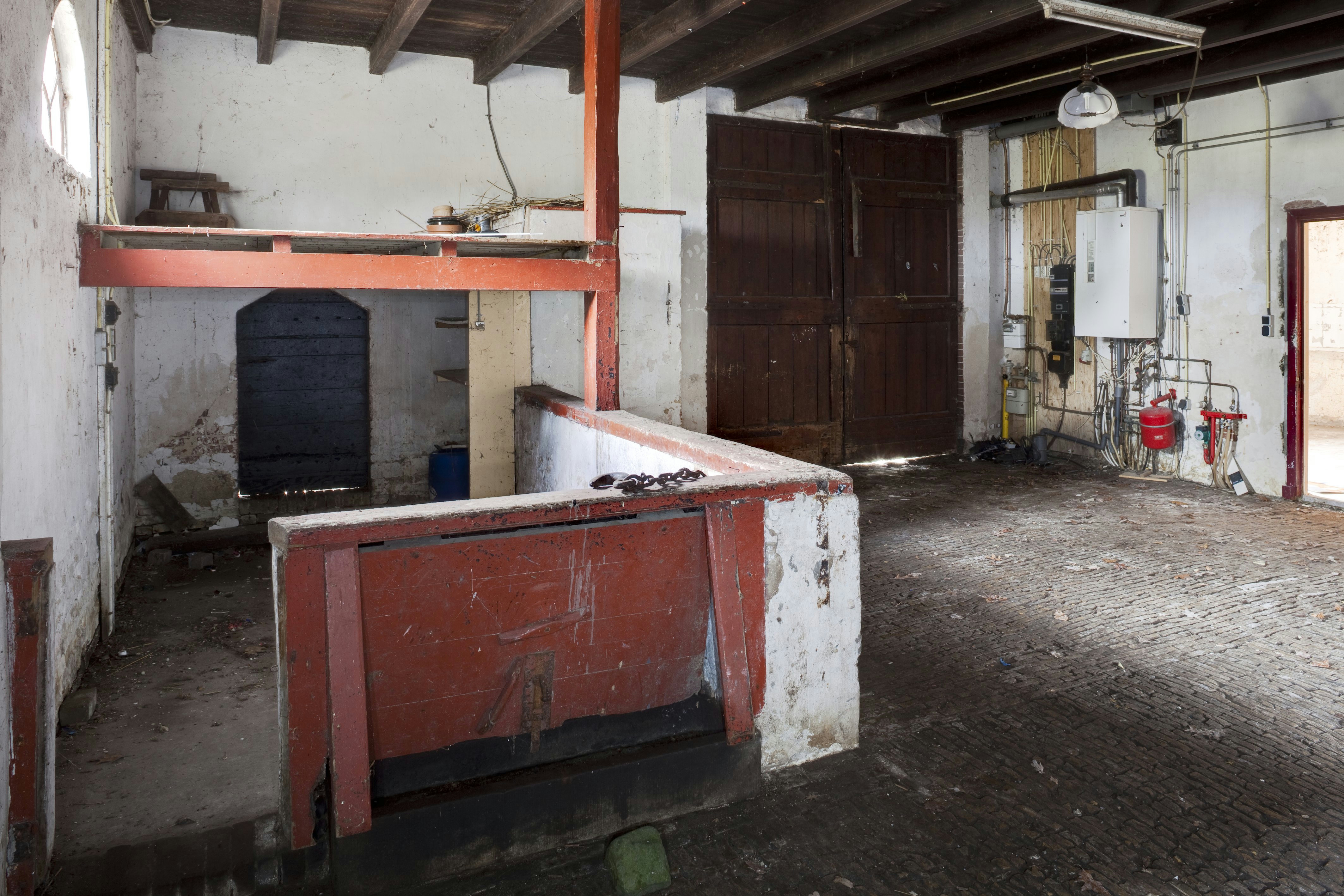
Een varkensstal op de deel in Nijkerk